# Lijst van voetbalinterlands Spanje - Zweden
Deze lijst van voetbalinterlands is een overzicht van alle officiële voetbalwedstrijden tussen de nationale teams van Spanje en Zweden. De landen hebben tot op heden achttien keer tegen elkaar gespeeld. De eerste ontmoeting was in Antwerpen (België) op 1 september 1920 tijdens de Olympische Zomerspelen 1920. Het laatste duel was een kwalificatiewedstrijd voor het Wereldkampioenschap voetbal 2022 en vond plaats op 14 november 2021 in Sevilla.

## Wedstrijden
| №  | Plaats       | Datum            | Competitie           | Wedstrijd       | Uitslag |
| -- | ------------ | ---------------- | -------------------- | --------------- | ------- |
| 1  | Antwerpen    | 1 september 1920 | OS 1920              | Spanje − Zweden | 2 − 1   |
| 2  | São Paulo    | 16 juli 1950     | WK 1950              | Zweden − Spanje | 3 − 1   |
| 3  | Stockholm    | 17 juni 1951     | Vriendschappelijk    | Zweden − Spanje | 0 − 0   |
| 4  | Bilbao       | 8 november 1953  | Vriendschappelijk    | Spanje − Zweden | 2 − 2   |
| 5  | Sevilla      | 28 februari 1968 | Vriendschappelijk    | Spanje − Zweden | 3 − 1   |
| 6  | Malmö        | 2 mei 1968       | Vriendschappelijk    | Zweden − Spanje | 1 − 1   |
| 7  | Buenos Aires | 11 juni 1978     | WK 1978              | Spanje − Zweden | 1 − 0   |
| 8  | Salamanca    | 1 juni 1988      | Vriendschappelijk    | Spanje − Zweden | 1 − 3   |
| 9  | Vigo         | 25 maart 1998    | Vriendschappelijk    | Spanje − Zweden | 4 − 0   |
| 10 | Göteborg     | 3 juni 2000      | Vriendschappelijk    | Zweden − Spanje | 1 − 1   |
| 11 | Solna        | 7 oktober 2006   | EK 2008 kwalificatie | Zweden − Spanje | 2 − 0   |
| 12 | Madrid       | 17 november 2007 | EK 2008 kwalificatie | Spanje − Zweden | 3 − 0   |
| 13 | Innsbruck    | 14 juni 2008     | EK 2008              | Zweden − Spanje | 1 − 2   |
| 14 | Madrid       | 10 juni 2019     | EK 2020 kwalificatie | Spanje − Zweden | 3 − 0   |
| 15 | Solna        | 15 oktober 2019  | EK 2020 kwalificatie | Zweden − Spanje | 1 − 1   |
| 16 | Sevilla      | 14 juni 2021     | EK 2020              | Spanje – Zweden | 0 − 0   |
| 17 | Solna        | 2 september 2021 | WK 2022 kwalificatie | Zweden – Spanje | 2 − 1   |
| 18 | Sevilla      | 14 november 2021 | WK 2022 kwalificatie | Spanje – Zweden | 1 − 0   |

## Samenvatting
| Competitie        | Totaal gespeeld | Winst Spanje | Gelijk | Winst Zweden | Doelsaldo Spanje – Zweden |
| ----------------- | --------------- | ------------ | ------ | ------------ | ------------------------- |
| WK-eindronde      | 2               | 1            | 0      | 1            | 2 − 3                     |
| WK-kwalificatie   | 2               | 1            | 0      | 1            | 2 − 2                     |
| EK-eindronde      | 2               | 1            | 1      | 0            | 2 − 1                     |
| EK-kwalificatie   | 4               | 2            | 1      | 1            | 7 − 3                     |
| Olympische Spelen | 1               | 1            | 0      | 0            | 2 − 1                     |
| Vriendschappelijk | 7               | 2            | 4      | 1            | 12 − 8                    |
| Totaal            | 18              | 8            | 6      | 4            | 27 – 18                   |

## Details

### Elfde ontmoeting
| EK 2008 kwalificatie (Stockholm, Zweden, 7 oktober 2006): |       |        |
| Zweden                                                    | 2 – 0 | Spanje |
| Johan Elmander 10' Marcus Allbäck 82'                     | goals |        |
| - Debuut van Antonio Puerta (Sevilla FC) voor Spanje.     |       |        |

### Twaalfde ontmoeting
| EK 2008 kwalificatie (Madrid, Spanje, 17 november 2007): |       |        |
| Spanje                                                   | 3 – 0 | Zweden |
| Joan Capdevila 14' Andrés Iniesta 30' Sergio Ramos 64'   | goals |        |

### Dertiende ontmoeting
| EK 2008 (Innsbruck, Oostenrijk, 14 juni 2008): |              | |
| Zweden | 1 – 2        | Spanje |
| Zlatan Ibrahimović 34' | goals        | 15' Fernando Torres 90+2' David Villa |
| Lars Lagerbäck | bondscoach   | Luis Aragonés |
| Andreas Isaksson Mikael Nilsson Olof Mellberg Petter Hansson Fredrik Stoor Anders Svensson Fredrik Ljungberg Zlatan Ibrahimović 46' Johan Elmander 79' Henrik Larsson 87' Daniel Andersson | opstellingen | Iker Casillas Carlos Marchena 24' Carles Puyol 59' Andrés Iniesta David Villa 58' Xavi Hernández Fernando Torres Joan Capdevila Sergio Ramos Marcos Senna David Jiménez Silva |
| Kim Källström 87' Sebastian Larsson 79' Markus Rosenberg 46' | wissels      | 24' Raúl Albiol 58' Cesc Fàbregas 59' Santi Cazorla |
| Anders Svensson 55' | gele kaarten | 53' Carlos Marchena |

### Zeventiende ontmoeting
| WK 2022 kwalificatie (Solna, Zweden, 2 september 2021): |       |                 |
| Zweden                                                  | 2 – 1 | Spanje          |
| Alexander Isak 6' Viktor Claesson 57'                   | goals | 5' Carlos Soler |

### Achttiende ontmoeting
| WK 2022 kwalificatie (Sevilla, Spanje, 14 november 2021): |       |        |
| Spanje                                                    | 1 – 0 | Zweden |
| Álvaro Morata 86'                                         | goals |        |

RFEF · A-internationals · Selecties · Bondscoaches · Spaans vrouwenelftal · Olympisch elftal · Spanje U21 · Spanje U20 · Spanje U19 · Spanje U18 · Spanje U17 · Spanje U16 · Vrouwen U17
1920 – 1929 ·
1930 – 1939 ·
1940 – 1949 ·
1950 – 1959 ·
1960 – 1969 ·
1970 – 1979 ·
1980 – 1989 ·
1990 – 1999 ·
2000 – 2009 ·
2010 – 2019 ·
2020 − 2029
EK's: 1964 · 
1980 · 
1984 · 
1988 · 
1996 · 
2000 · 
2004 · 
2008 · 
2012 · 
2016 · 
2020 · 
2024
WK's: 1934 · 
1950 · 
1962 · 
1966 · 
1978 · 
1982 · 
1986 · 
1990 · 
1994 · 
1998 · 
2002 · 
2006 · 
2010 · 
2014 · 
2018 · 
2022
OS: 1920 ·
1924 · 
1928 · 
1968 · 
1976 · 
1980 · 
1992 · 
1996 · 
2000 · 
2012 ·
2020
1920 · 
1921 · 
1922 · 
1923 · 
1924 · 
1925 · 
1926 · 
1927 · 
1928 · 
1929 · 
1930 · 
1931 · 
1932 · 
1933 · 
1934 · 
1935 · 
1936 · 
1937 · 1939 · 1940 · 
1941 · 
1942 · 
1943 · 1944 · 
1945 · 
1946 · 
1947 · 
1948 · 
1949 · 
1950 · 
1952 · 
1952 · 
1953 · 
1954 · 
1955 · 
1956 · 
1957 · 
1958 · 
1959 · 
1960 · 
1961 · 
1962 · 
1963 · 
1964 · 
1965 · 
1966 · 
1967 · 
1968 · 
1969 · 
1970 · 
1971 · 
1972 · 
1973 · 
1974 · 
1975 · 
1976 · 
1977 · 
1978 · 
1979 · 
1980 · 
1981 · 
1982 · 
1983 · 
1984 · 
1985 · 
1986 · 
1987 · 
1988 · 
1989 · 
1990 · 
1991 · 
1992 · 
1993 · 
1994 · 
1995 · 
1996 · 
1997 · 
1998 · 
1999 · 
2000 · 
2001 · 
2002 · 
2003 · 
2004 · 
2005 · 
2006 · 
2007 · 
2008 · 
2009 · 
2010 · 
2011 · 
2012 · 
2013 ·
2014 ·
2015 ·
2016 ·
2017 ·
2018 ·
2019 ·
2020 ·
2021 ·
2022
Albanië ·
Algerije ·
Andorra ·
Argentinië ·
Armenië ·
Australië ·
Azerbeidzjan ·
België ·
Bolivia ·
Bosnië en Herzegovina ·
Brazilië ·
Bulgarije ·
Canada ·
Chili ·
China ·
Colombia ·
Costa Rica ·
Cyprus ·
DDR ·
Denemarken ·
Duitsland ·
Ecuador ·
Egypte ·
El Salvador ·
Engeland ·
Estland ·
Equatoriaal-Guinea · 
Faeröer ·
Finland ·
Frankrijk ·
GOS ·
Georgië ·
Griekenland ·
Haïti ·
Honduras ·
Hongarije ·
Ierland ·
IJsland ·
Irak ·
Iran ·
Israël ·
Italië ·
Ivoorkust ·
Japan ·
Joegoslavië ·
Jordanië ·
Kosovo ·
Kroatië ·
Letland ·
Liechtenstein ·
Litouwen ·
Luxemburg ·
Malta ·
Marokko ·
Mexico ·
Nederland ·
Nieuw-Zeeland ·
Nigeria ·
Noord-Ierland ·
Noord-Macedonië ·
Noorwegen ·
Oekraïne ·
Oostenrijk ·
Panama ·
Paraguay ·
Peru ·
Polen ·
Portugal ·
Puerto Rico ·
Roemenië ·
Rusland ·
San Marino ·
Saoedi-Arabië ·
Schotland ·
Servië ·
Servië en Montenegro ·
Slovenië ·
Slowakije ·
Sovjet-Unie ·
Tahiti ·
Tsjechië ·
Tsjecho-Slowakije ·
Tunesië ·
Turkije ·
Uruguay ·
Venezuela ·
Verenigde Staten ·
Wales ·
Wit-Rusland ·
Zuid-Afrika ·
Zuid-Korea ·
Zweden ·
Zwitserland
Australië (2014) ·
Brazilië (2013) ·
Chili (2010) ·
Chili (2014) ·
Costa Rica (2022) ·
Duitsland (2008) ·
Duitsland (2022) ·
Engeland (1982) ·
Engeland (2024) ·
Frankrijk (1984) ·
Frankrijk (2006) ·
Frankrijk (2012) ·
Frankrijk (2021) ·
Griekenland (2008) ·
Honduras (2010) ·
Ierland (2012) ·
Iran (2018) ·
Italië (2008) ·
Italië (2012, 1) ·
Italië (2012, 2) ·
Italië (2016) ·
Italië (2021) ·
Japan (2022) ·
Kroatië (2012) ·
Kroatië (2021) ·
Marokko (2018) ·
Marokko (2022) ·
Nederland (2010) ·
Nederland (2014) ·
Oekraïne (2006) ·
Paraguay (2002) ·
Polen (2021) ·
Portugal (2012) ·
Portugal (2018) ·
Rusland (2008, 1) ·
Rusland (2008, 2) ·
Rusland (2018) ·
Saoedi-Arabië (2006) ·
Slovenië (2002) ·
Slowakije (2021) ·
Sovjet-Unie (1964) ·
Tsjechië (2016) ·
Tunesië (2006) ·
Turkije (2016) ·
West-Duitsland (1982) ·
Zuid-Afrika (2002) ·
Zweden (2008) ·
Zweden (2021) ·
Zwitserland (2010) ·
Zwitserland (2021)
SvFF · A-internationals · Selecties · Bondscoaches · Zweeds vrouwenelftal · Olympisch elftal · Zweden U21 · Zweden U20 · Zweden U19 · Zweden U18 · Zweden U17 · Zweden U16 · Vrouwen U17
1908 – 1919 ·
1920 – 1929 ·
1930 – 1939 ·
1940 – 1949 ·
1950 – 1959 ·
1960 – 1969 ·
1970 – 1979 ·
1980 – 1989 ·
1990 – 1999 ·
2000 – 2009 ·
2010 – 2019 ·
2020 − 2029
EK 1960 · 
EK 1964 · 
EK 1968 · 
EK 1972 · 
EK 1976 · 
EK 1980 · 
EK 1984 · 
EK 1988 · 
EK 1992 ·
EK 1996 · 
EK 2000 ·
EK 2004 ·
EK 2008 ·
EK 2012 · 
EK 2016 · 
EK 2020
WK 1930 · 
WK 1934 ·
WK 1938 ·
WK 1950 ·
WK 1954 · 
WK 1958 ·
WK 1962 · 
WK 1966 · 
WK 1970 ·
WK 1974 ·
WK 1978 ·
WK 1982 · 
WK 1986 · 
WK 1990 ·
WK 1994 ·
WK 1998 · 
WK 2002 ·
WK 2006 ·
WK 2010 · 
WK 2014 · 
WK 2018
OS 1908 · 
OS 1912 · 
OS 1920 · 
OS 1924 · 
OS 1928 · 
OS 1932 · 
OS 1936 · 
OS 1948 · 
OS 1952 · 
OS 1956 · 
OS 1964 · 
OS 1968 · 
OS 1972 · 
OS 1976 · 
OS 1980 · 
OS 1984 · 
OS 1988 · 
OS 1992 · 
OS 1996 · 
OS 2000 · 
OS 2004 · 
OS 2008 · 
OS 2012 · 
OS 2016
1908 · 
1909 · 
1910 · 
1911 · 
1912 · 
1913 · 
1914 · 
1915 · 
1916 · 
1917 · 
1918 · 
1919 · 
1920 · 
1921 · 
1922 · 
1923 · 
1924 · 
1925 · 
1926 · 
1927 · 
1928 · 
1929 · 
1930 · 
1931 · 
1932 · 
1933 · 
1934 · 
1935 · 
1936 · 
1937 · 
1938 · 
1939 · 
1940 ·
1941 ·
1942 ·
1943 ·
1944  ·
1945 · 
1946 · 
1947 · 
1948 · 
1949 · 
1950 · 
1952 · 
1952 · 
1953 · 
1954 · 
1955 · 
1956 · 
1957 · 
1958 · 
1959 ·
1960 · 
1961 · 
1962 · 
1963 · 
1964 · 
1965 · 
1966 · 
1967 · 
1968 · 
1969 ·
1970 · 
1971 · 
1972 · 
1973 · 
1974 · 
1975 · 
1976 · 
1977 · 
1978 · 
1979 ·
1980 · 
1981 · 
1982 · 
1983 · 
1984 · 
1985 · 
1986 · 
1987 · 
1988 · 
1989 · 
1990 · 
1991 · 
1992 · 
1993 · 
1994 · 
1995 · 
1996 · 
1997 · 
1998 · 
1999 · 
2000 · 
2001 · 
2002 · 
2003 · 
2004 · 
2005 · 
2006 · 
2007 · 
2008 · 
2009 · 
2010 · 
2011 · 
2012 · 
2013 · 
2014 · 
2015 · 
2016 · 
2017 · 
2018 ·
2019 ·
2020 ·
2021
Albanië ·
Algerije ·
Argentinië ·
Armenië ·
Australië ·
Azerbeidzjan ·
Bahrein ·
Barbados ·
België ·
Bosnië en Herzegovina ·
Botswana ·
Brazilië ·
Bulgarije ·
Chili ·
China ·
Colombia ·
Costa Rica ·
Cuba ·
Cyprus ·
DDR ·
Denemarken ·
Duitsland ·
Ecuador ·
Egypte ·
Engeland ·
Estland ·
Faeröer ·
Finland ·
Frankrijk ·
Georgië ·
Griekenland ·
Hongarije ·
Ierland ·
IJsland ·
Iran ·
Israël ·
Italië ·
Ivoorkust ·
Jamaica ·
Japan ·
Joegoslavië ·
Jordanië ·
Kameroen ·
Kazachstan ·
Kosovo ·
Kroatië ·
Letland ·
Liechtenstein ·
Litouwen ·
Luxemburg ·
Maleisië ·
Malta ·
Mexico ·
Moldavië ·
Montenegro ·
Nederland ·
Nieuw-Zeeland ·
Nigeria ·
Noord-Ierland ·
Noord-Korea ·
Noord-Macedonië ·
Noorwegen ·
Oekraïne ·
Oezbekistan ·
Oman ·
Oostenrijk ·
Paraguay ·
Peru ·
Polen ·
Portugal ·
Qatar ·
Roemenië ·
Rusland ·
San Marino ·
Saoedi-Arabië ·
Schotland ·
Senegal ·
Servië ·
Singapore ·
Slovenië ·
Slowakije ·
Sovjet-Unie ·
Spanje ·
Syrië ·
Thailand ·
Trinidad en Tobago ·
Tsjechië ·
Tsjecho-Slowakije ·
Tunesië ·
Turkije ·
Uruguay ·
Venezuela ·
Verenigde Arabische Emiraten ·
Verenigde Staten ·
Verenigd Koninkrijk ·
Wales ·
Wit-Rusland ·
Zuid-Afrika ·
Zuid-Korea ·
Zwitserland
Brazilië (1958) ·
Duitsland (2006) ·
Duitsland (2018) ·
Engeland (2006) ·
Engeland (2012) ·
Engeland (2018) ·
Frankrijk (2012) ·
Griekenland (2008) ·
Ierland (2016) ·
Italië (2016) ·
Mexico (2018) ·
Oekraïne (2012) ·
Oekraïne (2021) ·
Paraguay (2006) ·
Polen (2021) ·
Rusland (2008) ·
Slowakije (2021) ·
Spanje (2008) ·
Spanje (2021) ·
Trinidad en Tobago (2006) ·
Zuid-Korea (2018) ·
Zwitserland (2018)